# Xylophanes pyrrhus
Espèce
Xylophanes pyrrhus est une espèce de lépidoptères de la famille des Sphingidae, de la sous-famille des Macroglossinae, tribu des Macroglossini, sous-tribu des Choerocampina, et du genre Xylophanes.

## Description
La longueur de l'aile antérieure varie de 33 à 37 mm. L'apparence est similaire à Xylophanes thyelia thyelia mais la taille est plus grande et il y a des différences dans la structure sur la face dorsale des ailes antérieures, avec des taches discales plus petites.

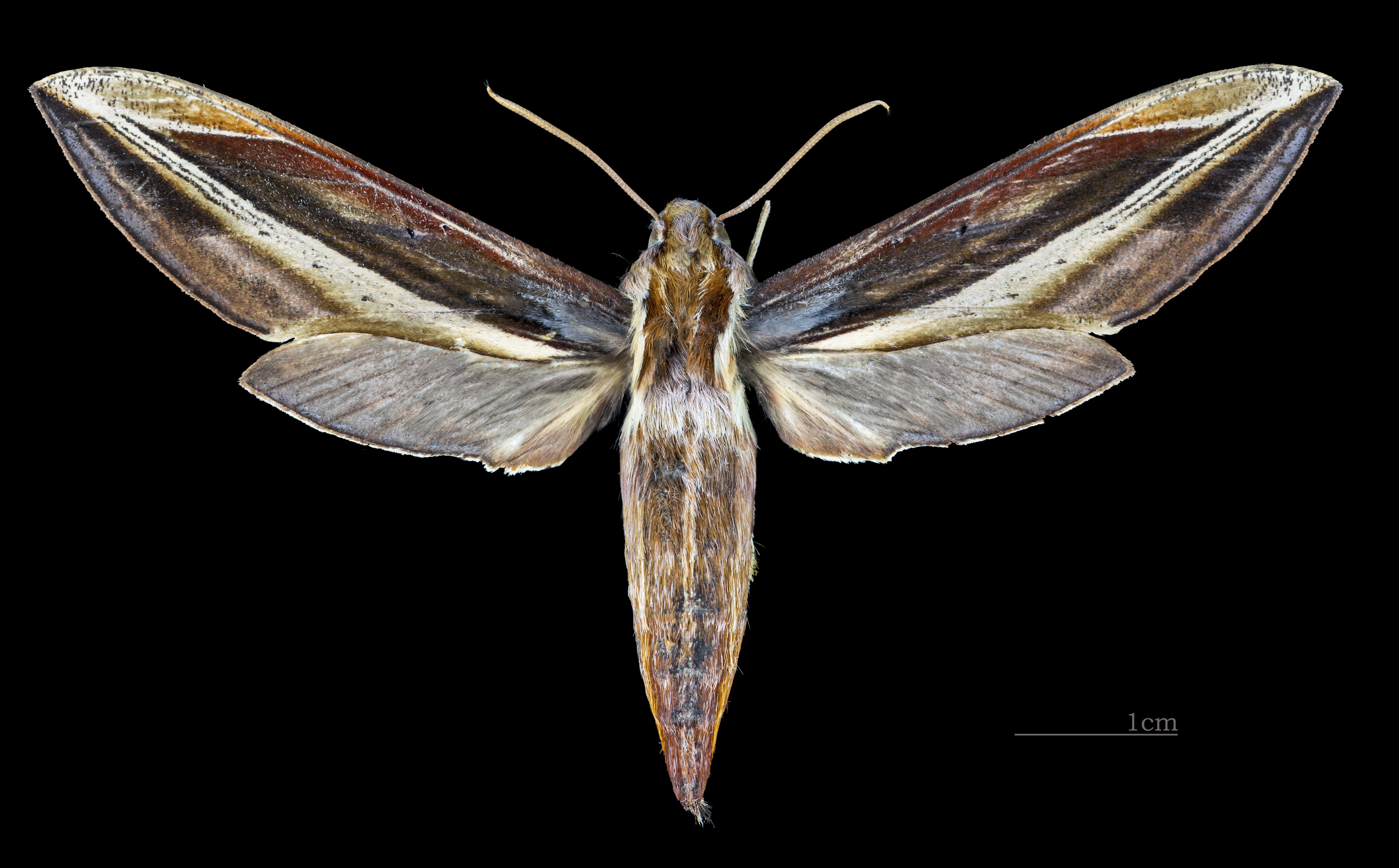
Face dorsale de la femelle (coll.MHNT)
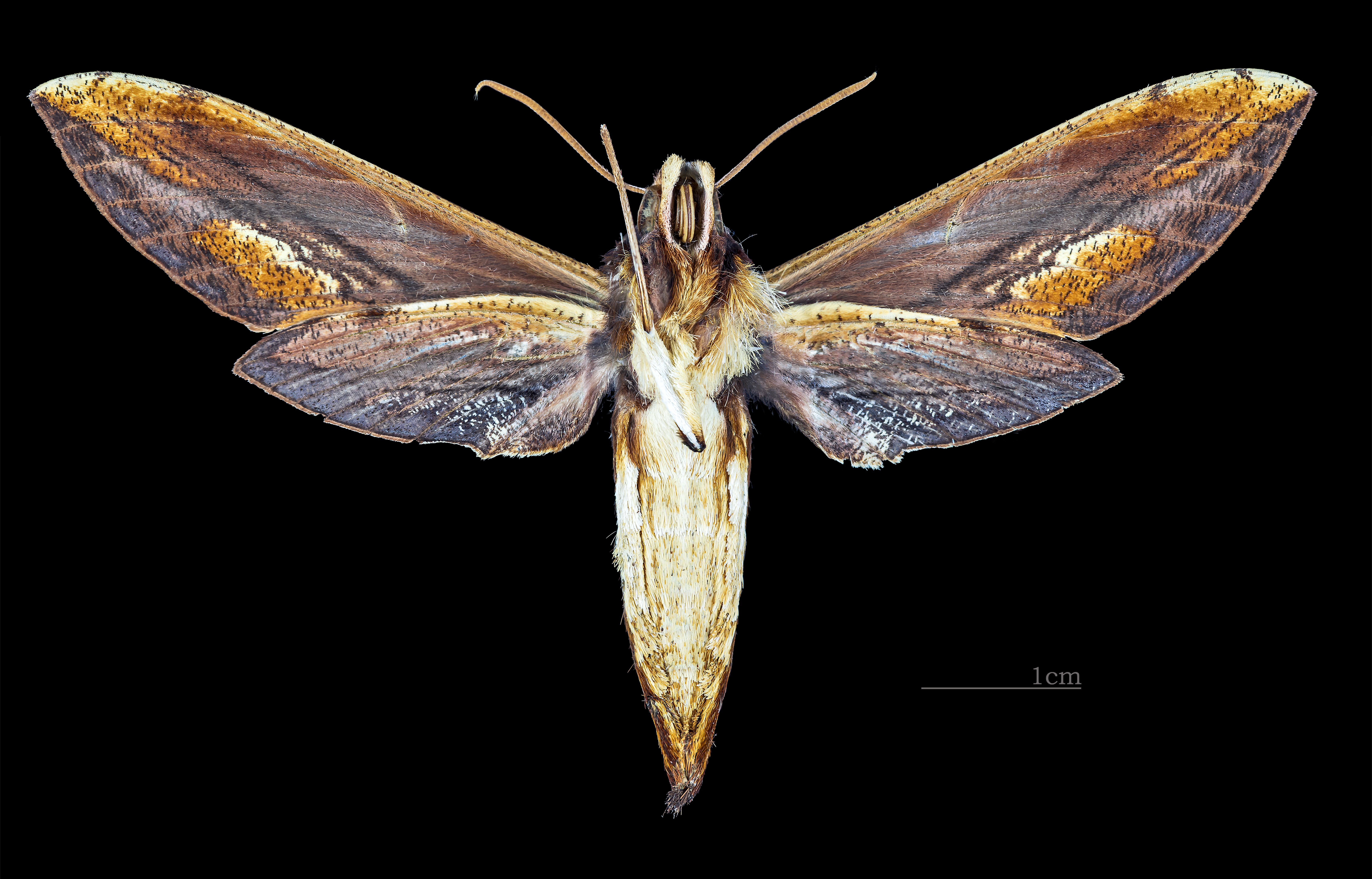
Face ventrale de la femelle (coll.MHNT)

## Biologie
- Les larves se nourrissent sur Psychotria panamensis, Psychotria nervosa et Pavonia guanacastensis.
- Les adultes volent en août et septembre en Bolivie et au Pérou.

## Distribution et habitat
Distribution
L'espèce est connue au Venezuela, Equateur, Pérou, et au sud de la Bolivie.

## Systématique
L'espèce Xylophanes pyrrhus a été décrite par les entomologistes Lionel Walter Rothschild et Karl Jordan, en 1906.